# Anastasi Niubò i Cunill
Anastasi Niubò i Cunill   (Badalona, 24 de novembre de 1894 - Badalona, 20 d'abril de 1982) va ser un compositor i pianista català. Va escriure diversos tipus de música com sarsueles, himnes, sardanes, i també va fer arranjaments per a cantants i orquestres de ball.

## Biografia
Es va iniciar de ben jove a la música, a deu anys ja formava part de la coral de la parròquia de Santa Maria de Badalona, tot seguit va aprendre solfeig i piano amb els mestres Jaume Costa i Antoni Botey i, més tard, els va acabar amb Enric Morera i Viura amb qui va treballar l'harmonia, el contrapunt i la fuga. Va ser company de les classes del mestre Morera amb Ramón Salsas i Blanch i Joan Pich Santasusana, amb qui va conservar posteriorment una llarga amistat.
Va dirigir diverses agrupacions corals de Badalona com la Coral de l'Alba, l'Oliva de canyet, el Cor Badalonès i el Cor Marítim. Fora de Badalona va dirigir la Germanor Alellenca i la Joventut de Tiana. Va formar part d'orquestres i orquestrines que amenitzaven els balls de les tardes de diumenge i d'altres festes populars, tant de Badalona com de la resta de la comarca, va ser pianista i director de l'orquestra badalonina Rosaleda.
Com a compositor va conrear, entre d'altres, el gènere líric, l'any 1941 va estrenar una opereta en dos actes amb lletra Joaquim Grífol i Puig, La eterna juventud, assolint un gran èxit; i l'any 1942, un quadre líric en un sol acte, Lo que saben las campanas, amb lletra del mateix Joaquim Grífol i Puig. Pel maig del 1945 va estrenar amb gran èxit La boda de Celedonio o las mujeres son el demonio, amb lletra de Josep Furrasola.
L'any 1930 va estrenar la seva primera sardana, La font dels castanyers, en va compondre una dotzena més. També va escriure la partitura d'algunes cançons com Tinc dos amors, amb lletra de S. Solà-Segalés i Cançó de bressol, amb paraules de Maria Escrihuela i Giró, totes dues molt inspirades. L'any 1936 va compondre Himne a Badalona, amb lletra de l'escriptor badaloní Carles Bigas i Munné.
El seu arxiu musical es troba molt dispers i poc localitzable.

## Obres[1][2]
- La font dels Castanyers, sardana per a cor a cappella 1929
- Serra avall, sardana per a cobla 1929
- Mar endins, sardana per a cobla 1930
- Les noies de Badalona, sardana per a cobla 1930
- Nit d'aplec, sardana per a cobla 1931
- Anhel patriòtic, sardana per a cobla 1934
- Setembrina, sardana per a cobla 1935
- Vora el riu, sardana per a cobla 1932
- A Banyoles, sardana per a cobla 1956
- Aigüestortes
- L'Aplec de Sant Feliuet
- Julita